# Negativ belastning

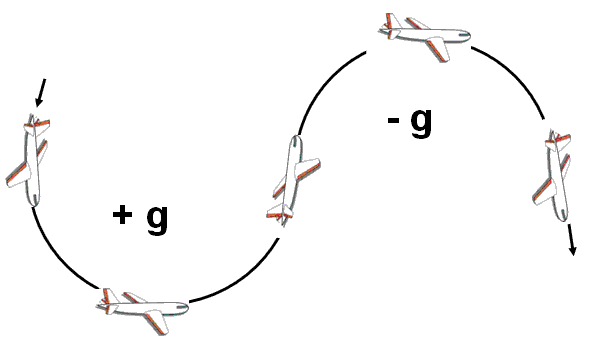
Positiva och negativa g-krafter vid looping.

Negativ belastning uppstår då en kropp utsätts för en reell eller fiktiv tyngdkraft som är motsatt mot ursprungsläget. Att hänga i knävecken ger en negativ belastning, och att flyga upp och ner är ett annat exempel.
Storheten som används är "g" (gravitation).
En stående människa utsätts på marken för 1 g, och en upp och ner hängande människa utsätts för -1 g.